# Rockers (genere musicale)
Il rockers (o rockers reggae) è un sottogenere musicale del reggae, emerso verso la metà degli anni settanta in Giamaica.
Essenzialmente si tratta di uno stile ritmico relativo alla musica reggae, determinato da basso e batteria, i quali assumono caratteristiche più pesanti e complesse rispetto allo stile one drop, lo stile di batteria che dominò la scena reggae prima dell'ascesa del rockers, nella prima metà degli anni settanta.
Mentre nel one drop, il rullante e la grancassa battono solo alla terza battuta su un ritmo di 4/4, il tipico ritmo rockers accentua tutte e quattro le battute sui 4/4. 
Tuttavia, contrariamente al one drop, che può venire considerato solo come un semplice stile di batteria, il rockers reggae rappresenta un vero e proprio genere di reggae, dato che non è solo la batteria ad assumere tratti distintivi, ma il suono complessivo creato dalla sezione ritmica, composta da basso elettrico e batteria.
Artisti chiave di questa nuova ondata furono la coppia di session player Sly & Robbie (Sly Dunbar e Robert Shakespeare), che contribuirono a delinearne il caratteristico suono, e il musicista e produttore Augustus Pablo, che oltre ad ispirare il nome stesso del genere, pubblicò uno dei primi esempi del nuovo stile, ovvero il disco King Tubby Meets Rockers Uptown (1976), alle quali sessioni di registrazione partecipò anche la coppia Sly & Robbie.

## Storia

### Origini
Durante gli anni settanta, gli LP di alcuni artisti reggae venivano remixati, cosicché il suono complessivo venisse allineato alle richieste del pubblico rock bianco. Molti degli LP prodotti per il mercato estero sono ancora mixati con questa formula. Per esempio, alcuni produttori acceleravano leggermente il tempo in alcune registrazioni destinate al mercato statunitense, perché il pubblico rock e soul, probabilmente tendeva a preferire i ritmi reggae più veloci.
Tuttavia, in Giamaica il suono lento e pesante continuò a rimanere popolare, e attorno al 1974 esso venne ulteriormente rallentato, fino a diventare addirittura minaccioso. Questo nuovo sound venne chiamato Rockers.
Robbie Shakespeare, bassista che suonava come turnista per la studio band The Aggrovators, è ritenuto tra i responsabili dell'affermarsi di questo nuovo stile. Anche la batteria nello stile rockers divenne più complicata, ed anche l'introduzione di questa innovazione venne attribuita al contributo di un altro session player, Sly Dunbar, che assieme a Shakespeare formava la coppia Sly & Robbie.

### Caratteristiche
Come per ogni altro cambiamento nella popular music giamaicana, questo stile può essere riconosciuto nell'approccio di basso e batteria nelle sessioni di registrazione. Nel rockers, il basso veniva pesantemente amplificato, continuando a stabilire l'atmosfera pulsante di fondo. Ma il ruolo del basso divenne anche più complicato e sperimentale.
In alcuni tipi di reggae pesante (specialmente in quello strumentale, o nel dub) il basso assume un ruolo che nella musica rock è rappresentato dalla chitarra risultando più articolato e maggiormente in primo piano. Queste linee di basso erano accompagnate da strumenti a percussione continui e regolari, ma l'elemento di spicco del genere era il particolare ritmo di batteria: più spedito, duro e complicato del one drop, con influenze provenienti da stili di stampo americano come il funk e la disco, che vennero introdotte dal batterista Sly Dunbar per il produttore  Joseph "Jo Jo" Hoo Kim ai suoi Channel 1 Studio di Kingston, Giamaica.
Mentre lo stile ritmico del roots reggae classico sviluppato del primo periodo enfatizzava il ritmo in one drop - dove il rullante e la grancassa battono solo alla terza battuta su un ritmo di 4/4 - il successivo ritmo rockers accentuava tutte e quattro le battute sui 4/4, molto similmente appunto alla musica disco americana. Secondo altri, il tipico ritmo rockers batterebbe solo sulla 1ª, 2ª e 4ª battuta, mentre lo stile in cui la grancassa batte su ogni battito sui 4/4 si chiamerebbe Steppers.
Nel Rockers, la grancassa si bloccava su ognuno dei quattro battiti, trainando la musica in avanti. Le doppie rullate diedero alla musica un andamento "militare", che venne concepito da Dunbar assieme ad altri produttori, mentre le tematiche erano sempre orientate su argomenti consci e consapevoli tipici del roots. Lo stile di Dunbar può essere sentito su diversi LP strumentali: mentre suonava la grancassa per dare l'andamento costante, improvvisava l'utilizzo dei piatti, del rullante e del tom-tom per creare un effetto polifonico, proprio come le percussioni religiose dell'Africa dell'ovest.
Ancora una volta, le influenze musicali derivanti dalla tradizione rasta hanno giocato un ruolo importante nella nascita di questo stile; Dunbar venne chiaramente contaminato dallo stile ritmico di questa musica. La sua tecnica era stata in parte ispirata da quella di un altro turnista, Leroy "Horsemouth" Wallace, attualmente componente del famoso gruppo reggae Inner Circle. Sembra che Wallace avesse inventato il ritmo rockers in un'incisione del 1969 per Sir Coxsone Dodd intitolata "Things a Come up to Bump".

### Popolarità
L'era Rockers prese piede in Giamaica tra 1974 e il 1975 sostituendo l'allora prevalente stile one drop. Questa nuova versione del reggae era caratterizzata da toni più pesanti.
Il rockers divenne quindi un termine generico per definire quella parte del reggae sviluppato nella seconda metà degli anni settanta nel quale il basso era stato appesantito. Il termine era derivato dal sound system del leggendario artista dub Augustus Pablo chiamato "Rockers Hi-Fi Sound System".
In seguito King Tubby, Sly Dunbar, The Revolutionaries e molti altri, iniziarono ad utilizzare questo termine per definire la propria musica. Inoltre Augustus Pablo diede il nome Rockers anche a due delle sue etichette discografiche (Rockers e Rockers International) e al suo negozio di dischi a Kingston (Rockers International Record Shop).
Probabilmente uno tra i più famosi artisti che sperimentò questo stile fu proprio Augustus Pablo con il disco del 1976 King Tubby Meets Rockers Uptown che combinava gli effetti dub del produttore King Tubby con lo stile rockers della sezione ritmica composta proprio da Sly Dunbar, assieme al suo compagno di coppia, Robbie (Sly & Robbie).
Durante il periodo rockers, artisti come Burning Spear, Culture, The Congos, Big Youth, The Mighty Diamonds, Dillinger, Tapper Zukie, Lee Perry, The Ethiopians e Max Romeo vennero riconosciuti come degli eroi, mentre il portabandiera del movimento roots Bob Marley divenne l'artista giamaicano più famoso nel mondo.
Nel 1978, sulla scia di questa ondata musicale, venne anche realizzato un film chiamato Rockers, al quale parteciparono diversi volti noti del panorama reggae tra cui Robbie Shakespeare (della coppia Sly & Robbie), Leroy "Horsemouth" Wallace, Burning Spear, Gregory Isaacs, Big Youth, Dillinger e Jacob Miller. Il nuovo complesso stile rockers dominò le charts ed i sound system circa a partire dal 1976 fino al 1979: nella arco di questi anni, gran parte dei produttori in Giamaica si avventurò in produzioni di materiale in stile rockers.

### Il declino
Il rockers reggae iniziò il suo declino proprio alla fine degli anni settanta, quando Sly & Robbie, all'epoca membri dei The Revolutionaries, abbandonarono questa band per fondare la loro nuova etichetta discografica, la Taxi Records. I the Revolutionaries si evolsero nei Roots Radics, che a loro volta, guidati dal bassista Flabba Holt ed il batterista Style Scott, suonarono per l'allora emergente Barrington Levy, contribuendo alla creazione di un nuovo stile di reggae chiamato dancehall, che rimpiazzò definitivamente la popolarità dello stile rockers.
Lo stile del dancehall reggae era, al contrario, caratterizzato da tempi più veloci costruiti spesso su riddim rocksteady, e l'intervento della grancassa solitamente sulla seconda e quarta battuta. Il tipico sound dancehall era stato reso più semplice, duro e profondo rispetto allo stile rockers, con più attenzione per il groove a scapito della tecnica.

## Alcuni artisti dell'era Rockers[3]
- Abyssinians
- Barry Brown
- Big Youth
- Black Uhuru
- Bunny Wailer
- Burning Spear
- Cornell Campbell
- Culture
- Dennis Brown
- Dillinger
- Freddie McGregor
- Gregory Isaacs
- Horace Andy
- Hugh Mundell
- Ijahman Levi
- I-Roy
- Jacob Miller
- Johnny Osbourne
- Junior Murvin
- Leroy Smart
- Linval Thompson
- Peter Tosh
- The Congos
- The Ethiopians
- The Heptones
- The Mighty Diamonds
- Third World
- U Roy

## Alcuni produttori dell'era Rockers[3]
- Augustus Pablo
- Augustus Clarke
- Bunny Lee
- Coxsone Dodd
- Duke Reid
- Henry Lawes
- Joe Gibbs
- King Jammy
- King Tubby
- Lee Perry